# Рихлов Роман Євгенович
Рихлов Роман Євгенович (30.11.2001—07.03.2022) — солдат Національної гвардії України, учасник російсько-української війни, що загинув під час російського вторгнення в Україну.

## Життєпис
Солдат, проходив службу в підрозділі Національної гвардії України.
Загинув 7 березня 2022 року в боях під час оборони м. Маріуполя.

## Нагороди
- орден «За мужність» III ступеня (2022, посмертно) — за особисту мужність і самовіддані дії, виявлені у захисті державного суверенітету та територіальної цілісності України, вірність військовій присязі.